# Manset (album, 1972)
Pour les articles homonymes, voir Manset.
Albums de Gérard Manset
La Mort d'Orion Manset
Manset, aussi désigné sous le titre d'une des chansons, Long long chemin, ou L'album blanc (en référence à celui des Beatles), est le troisième album de Gérard Manset, paru en 1972 chez Pathé-Marconi sous la référence C062-12342. Paroles, musiques et orchestrations sont signées Gérard Manset. Il succède chronologiquement à La Mort d'Orion.

## L'album
L'album est repressé en 1978. Pendant près de 40 ans, il ne fut pas réédité en CD ni remixé. On a même cru que les matrices originales de l'album avaient été détruites en 1988 par Gérard Manset, lorsqu'il constitua la réédition et le remixage de certains anciens titres sur CD en décidant d'écarter ceux qu'il ne souhaitait pas rééditer. Dans une interview publiée en 2016 dans Télérama, Gérard Manset se justifiait d'ailleurs de ne pas souhaiter rééditer cet album : « Si je ne publie pas ce troisième album à nouveau, c'est que je ne m'y retrouve pas. (...) J'aurais pu exercer mon « droit de repentir ». J'y ai pensé (...), mais je ne suis pas allé jusque-là, sinon l'album blanc était rayé de la carte. »
Finalement, le 13 octobre 2017, l'album est pour la première fois réédité en CD, en tirage limité, sous le nom Long long chemin, avec la même liste de titres que l'album original, remastérisé en HD d'après les bandes 1/4 de pouce d'origine et avec une reproduction de la pochette de l'album vinyle original (Parlophone réf 0190295767389).
Avant cette réédition, seul le titre Jeanne avait paru en CD dans le deuxième des dix-neuf disques du coffret Mansetlandia sorti en 2016. Par ailleurs, la chanson Celui qui marche devant a fait l'objet d'une version réenregistrée en duo avec Axel Bauer sur la compilation Un oiseau s'est posé, sortie en 2014.

## Titres
| Face A | Face A                  | Face A | Face A | Face A | Face A | Face A | Face A | Face A | Face A |
| No     | Titre                   | Durée  |        |        |        |        |        |        |        |
| ------ | ----------------------- | ------ | ------ | ------ | ------ | ------ | ------ | ------ | ------ |
| 1.     | Introduction            | 1:58   |        |        |        |        |        |        |        |
| 2.     | Long long chemin        | 3:11   |        |        |        |        |        |        |        |
| 3.     | Ne change pas           | 4:06   |        |        |        |        |        |        |        |
| 4.     | Celui qu'il sera demain | 1:24   |        |        |        |        |        |        |        |
| 5.     | Celui qui marche devant | 6:05   |        |        |        |        |        |        |        |
| 16:44  |                         |        |        |        |        |        |        |        |        |

| Face B | Face B              | Face B | Face B | Face B | Face B | Face B | Face B | Face B | Face B |
| No     | Titre               | Durée  |        |        |        |        |        |        |        |
| ------ | ------------------- | ------ | ------ | ------ | ------ | ------ | ------ | ------ | ------ |
| 1.     | L'oiseau de paradis | 2:57   |        |        |        |        |        |        |        |
| 2.     | Donne-moi           | 4:29   |        |        |        |        |        |        |        |
| 3.     | Jeanne              | 10:37  |        |        |        |        |        |        |        |
| 18:03  |                     |        |        |        |        |        |        |        |        |